# Polizeiruf 110: Die Prüfung
Die Prüfung ist ein Fernsehfilm aus der Krimireihe Polizeiruf 110. Der für den Bayerischen Rundfunk produzierte Film wurde am 3. Juli 2005 erstgesendet. Für das Ermittlerduo Tauber und Obermaier ist es der 10. gemeinsame Fall, den sie zu lösen haben. Dabei haben sie den Mord an einem Finanzbeamten zu klären, was ihnen Einblicke in die scheinbare Ungerechtigkeit des deutschen Steuerrechts gewährt.

## Handlung
Der Steuerprüfer und Hobby-Alphornbläser Paul Wegemann wurde am Münchner Containerbahnhof erstochen aufgefunden. Bei ihren Ermittlungen im Umfeld des Opfers legt sich Jo Obermaier im Finanzamt mit dem Kollegen des Mordopfers an, dem extrem gründlichen Steuerprüfer Heinz Prebeck, der ihren Ehemann Tarik Yilmaz und seine Autowerkstatt daraufhin einer peniblen Steuerprüfung unterzieht und dabei erheblich über das übliche Maß einer normalen Prüfung hinausgeht, was Obermaier zu dem Schluss kommen lässt, dass eine Steuerprüfung absolut ein Tatmotiv sein könnte. So lassen sich Tauber und Obermaier die Akten über die aktuellen Prüfungsfälle des Opfers geben, in denen sie nach auffälligen Steuerzahlern suchen, die aus erlittenen Repressalien einen Grund für den Mord hätten. Als erstes stoßen sie dabei auf den Fahrlehrer Harry Schlögl, der nachweislich das Opfer in der Vergangenheit bedroht hatte, da er horrende Steuersummen für ein verkauftes Grundstück nachzahlen sollte. Ähnlich geht es Gregor Sertel, einem erfolgreichen Tennisspieler, bei dem eine Steuerprüfung angesetzt war.
Als die Tatwaffe auf dem ehemaligen Grundstücks von Harry Schlögl gefunden wird und er kein stichhaltiges Alibi besitzt, wird er vorläufig festgenommen. Tauber findet einen Hinweis auf einen Herrn Voss, der einen Tag nach dem Mord an Wegemann im Altersheim mit seinem Rollstuhl die Treppe hinab stürzte und seitdem im Koma liegt. Ehe er eine Aussage machen kann, wie er mit Wegemann in Verbindung stand, verstirbt er. Im Zimmer des Rentners entdecken die Ermittler Poster des Tennisspielers Sertel und einen Ordner mit detaillierten Angaben, wann und wo sein Idol in den letzten Jahren gespielt hatte. Möglicherweise hatte er aus irgendeinem Grund das Finanzamt informiert, sodass Wegemann anhand der Aufzeichnungen belegen konnte, dass, obwohl der Sportprofi in Monaco seinen Wohnsitz hat, er nachweislich die meiste Zeit in Deutschland gespielt hatte und daher den deutschen Behörden gegenüber steuerpflichtig gewesen ist. Tauber und Obermaier gehen der Vermutung nach, ob Wegemann bestochen werden sollte und das möglicherweise abgelehnt hat und deshalb beseitigt wurde. Dazu lassen sie die Bankbewegungen des Tennisspielers überprüfen und können dort auf verschiedenen Konten Bargeldabhebungen feststellen, die zusammen genau eine halbe Million Euro ergeben. So sind sie sich sicher, dass ihre Vermutung der versuchten Bestechung stimmt. Sie sprechen Sertels Manager darauf an, doch er leugnet und die Ermittler haben keinen Beweis für ihren Verdacht.
Tauber kommt zu dem Schluss, dass ganz offensichtlich jemand Harry Schlögl den Mord an Wegemann in die Schuhe schieben möchte, indem er die Tatwaffe auf dessen altem Grundstück deponiert hat. Schnell schließen sie auf Wegemanns Kollegen Prebeck, der als einziger wissen konnte, dass der Fahrlehrer Kunde von Wegemann gewesen war und dieses Grundstück mit ihm in Verbindung gebracht werden konnte. Als sie ihn festnehmen wollen, ist er empört und sichtlich überrascht. Er gibt an, dass auch sein Chef über Prüfungssachen informiert war und als Obermaier Rainer Haug darauf ansprechen will, ergreift dieser die Flucht. Mit einem dicken Umschlag unter dem Arm versucht er über das Parkdeck des Finanzamtes zu fliehen, wo er von der Polizei aufgehalten und festgenommen werden kann. Dabei zerreißt der Umschlag und zahlreichen Geldscheine flattern vom Dach des Finanzamtes.
Komödiantische Szenen ergeben sich aus der Situation, dass Tauber sich seine rechte Hand verletzt und er mit einem Verband agieren muss. Da er nur noch diesen einen Arm besitzt, kann er nicht wie gewohnt allein arbeiten, sondern muss sich bei vielen sonst selbstverständlichen Tätigkeiten helfen lassen. So fordert er einen Assistenten an, damit der für ihn die Ordnerseiten umblättert. Als er zur Toilette will, muss er den Assistenten bitten, ihm am Urinal Hilfestellung zu geben. Daneben rastet Obermaiers Ehemann nach tagelanger, nervender Steuerprüfung aus und jagt den Prüfer davon.

## Hintergrund
Die Dreharbeiten erfolgten vom 9. November bis zum 10. Dezember 2004 in München, am Brauneck, in der Jachenau sowie am Kochel- und am Walchensee.

## Rezeption

### Einschaltquote
Die Erstausstrahlung von Polizeiruf 110: Die Prüfung am 3. Juli 2005 wurde in Deutschland von insgesamt 5,60 Millionen Zuschauern gesehen und erreichte einen Marktanteil von 19,3 Prozent für Das Erste; in der Gruppe der 14- bis 49-jährigen Zuschauer konnten 1,66 Millionen Zuschauer und ein Marktanteil von 13,7 Prozent erreicht werden.

### Kritik
„‚Die Prüfung‘, das ist mehr Komödie als Krimi. Mit Ironie begegnen Autor Boris Gullotta und Regisseur Eoin Moore den Unverschämtheiten des Finanzamtes und lassen zwischenzeitlich den Mord an einem alphornblasenden Finanzbeamten fast vergessen. Lokalkolorit, Groteskes und hübsch angespitzte Dialoge dominieren über Großstadt-Ambiente. Die Charaktere bestimmen das Geschehen und Selge wie May sind mal wieder eine Klasse für sich.“